# Швертберг
Швертберг (нім. Schwertberg) — ярмаркова комуна (нім. Marktgemeinde) в Австрії, на території федеральної землі Верхня Австрія.
Входить до складу округу Перг. Населення становить 5284 особи (станом на 31 грудня 2005 року). Займає площу 19 км². Офіційний код — 41124.

## Політична ситуація
Бургомістр комуни (за результатами виборів 2003 року) — Курт Гаснер (СДПА).
Рада представників комуни (нім. Gemeinderat) складається з 31 місця, зокрема:
- СДПА займає 17 місць.
- АНП займає 10 місць.
- Партія Зелених займає 3 місця.
- АПС займає 1 місце.

## Промисловість
У місті діють штаб-квартири двох великих компаній, що мають офіси в багатьох країнах світу: Engel-Maschinenbau (розробка і виробництво пакувальних машин, автоматизація) і Höldlmayr (транспортна логістика та перевезення).